# Чернуско сул Навиљо
Чернуско сул Навиљо (итал. Cernusco sul Naviglio) је насеље у Италији у округу Милано, региону Ломбардија.
Према процени из 2011. у насељу је живело 29078 становника. Насеље се налази на надморској висини од 134 м.

## Становништво
Према резултатима пописа становништва 2011. у општини је живело 30.697 становника.
| 1931. | 1936. | 1951. | 1961.  | 1971.  | 1981.  | 1991.  | 2001.  | 2011.  |
| ----- | ----- | ----- | ------ | ------ | ------ | ------ | ------ | ------ |
| 6.881 | 7.784 | 9.775 | 14.023 | 21.596 | 24.962 | 27.160 | 26.958 | 30.697 |